# Mere (Cheshire)
Cet article possède des homonymes et des paronymes, voir Mere (homonymie).
Mere est une localité d’Angleterre située dans le comté de Cheshire.